# Adoratrices du Très Précieux Sang de Notre Seigneur Jésus-Christ
Ne doit pas être confondu avec Adoratrices du Sang du Christ, Sœurs du Précieux Sang ou Sœurs missionnaires du Précieux-Sang.
Les Sœurs adoratrices du Très Précieux Sang de Notre Seigneur Jésus-Christ sont une congrégation religieuse contemplative de droit pontifical. C'est la 1re congrégation contemplative fondée au Canada.

## Historique
La congrégation est fondée le 14 septembre 1861 à Saint-Hyacinthe par Aurélie Caouette (1833-1905) pour adorer le Précieux Sang. La communauté reçoit l'approbation de Louis-Zéphirin Moreau, évêque de Saint-Hyacinthe le 15 octobre 1861.
L'institut reçoit le décret de louange le 24 novembre 1889 et l'approbation définitive du Saint-Siège le 20 octobre 1896 ; leurs constitutions sont définitivement approuvées le 1er juin 1960.
Du vivant de la fondatrice, dix monastères virent le jour au Canada et aux États-Unis. En 1945 les monastères sont scindés en deux congrégations, l'une francophone ayant son siège à Saint-Hyacinthe, l'autre anglophone ayant son siège à Londres.

## Activités et diffusion
Les Adoratrices du Précieux Sang se consacrent essentiellement à la prière contemplative.
En 2017, la congrégation francophone ne comptait qu'une seule maison à Saint-Hyacinthe avec 40 sœurs et la congrégation anglophone comptait 50 sœurs dans 4 maisons.